# 2ステップ
2ステップ
1. UKガラージのサブジャンル。ハウスミュージックの四つ打ちに対し、変則的なリズムを持つ。1990年代後半から2000年前後にかけて流行した。
2. ダンスステップ。歩くような動きや反復横跳びのような動きなど、ダンススタイルにより動きが異なる。

本項では1を解説する。
2ステップガラージ（ツーステップ ガラージ、2-step garage）、または単に2ステップ（ツーステップ、2-step）は、UKガラージ (UK garage) のサブジャンル。2ステップ（4つ打ちにのっとらない、さまざまなぎくしゃくした変則的なリズムの大まかな範ちゅう」を表現している）のサウンドの最も重要な特色の1つは、そのリズムがほか多くのエレクトロニック・ミュージックのスタイルに見られる4つ打ちのような規則正しいキックドラムの演奏パターンをもたないことである。

## 特徴
2ステップガラージのドラムパターンは一般的に各小節の2拍目・4拍目でキックドラムが演奏されない点、そしてシャッフルや3連符を用いる点に特徴づけられ、「よろめくファンクの雰囲気」を伴い他のハウスやテクノといった音楽とは明らかに異なるビートを生じさせる。4つ打ちから単純にこれらの拍のキックドラムを間引いた形のパターンをもつトラックの場合、キックドラムの演奏周期が元の2倍に引き伸ばされた状態であり、4つ打ちのトラックより遅いものとして知覚されうるが、シンコペーションを使用したベースラインの導入や、パーカッション以外のサウンドをパーカッションのように使用するアプローチがリスナーの興味を保つ。
楽器編成には通常、キーボード、シンセサイザー、ドラムマシンが含まれる。ほかに音楽的な彩りのために添えられる楽器として、ギター、ピアノ、管楽器などが挙げられる（サンプリングによるものが多い）。シンセサイザーを基本とする2ステップのベースラインは、ルーツとなる従来のUKガラージやそれ以前、ドラムンベースやジャングルのものと似ているが、ファンクやソウルからの影響も聴いて取ることができる。ボーカルスタイルはハウスやR&Bで一般的なものと似ている。アカペラのボーカルを細かく分割・エフェクト処理し一種のパーツのように使用するアーティストもいる。また、他のUKガラージの派生ジャンルとほぼ同様に、特にライブでオールドスクール・ジャングルを彷彿とさせるボーカルスタイルのMCがしばしば特色をなす。
ヒップホップやドラムンベース（特にサブジャンルのハードステップやテックステップ）からの影響も評論家によって指摘されている。ライブイベントの攻撃性の低さから、2ステップシーンには前身のジャンルを取り巻くものとはかなり異なる雰囲気があったという事実を指摘した評論家もいる。

## 来歴

### 初期
2ステップはスピードガラージ (speed garage) などの当時のジャンルからの（おそらく反動的な）進化として、ジャングルやガラージ中心のロンドンの海賊ラジオ局を軸に1つのジャンルとして有名になった。初期の2ステップの番組は土曜の朝や日曜の午後のような「週末の豊かで美しいひととき」に放送されることが多かった。

### 人気の上昇
評判になるにつれ、このサウンドに特化したクラブイベントが特にロンドンやサウサンプトンに出現しはじめた。コード9 (Kode9) の名で知られるレーベルオーナー／ダブステップミュージシャンのスティーブ・グッドマン (Steve Goodman) はハイパーダブ (Hyperdub) のウェブサイトで、「UKハードコア連続体」(UK hardcore continuum)［ハードコア／ジャングル／UKガラージサウンド内での持続的な進化を要約するグッドマンのフレーズであり、シーンを詳細に記録するマーティン・クラーク (Martin Clark) などのライターが後に採用］である2ステップやその後の派生物に大きな影響を与えるクラブ「フォワード」(Forward>>) の第一歩についてコメントしている。
議論の余地はあるかもしれないが、ティナ・ムーア (Tina Moore) の楽曲「ネヴァー・ゴナ・レット・ユー・ゴー」(Never Gonna Let You Go) を1997年にアメリカのケリー・G (Kelly G) がリミックスしたものが最も初期の2ステップトラックの一例であり、この作品は全英シングルチャート第7位のヒットとなった。

### 1999年 - 2000年：メインストリームでの成功
1999年から2000年にかけて、2ステップは商業的成功におけるピークを迎えた。2ステップのイベントにはより多くの女性・より攻撃的でない人々が集まったため、パーティーの主催者にはジャングル、ドラムンベースその他音楽的前身がテーマのイベントよりも好まれたと一部の評論家は指摘した。ドラムンベースとほぼ同様に2ステップはジャンルを超える訴求力を獲得しはじめ、2ステップ制作チームのアートフル・ドジャー (Artful Dodger) とR&Bボーカリストのクレイグ・デイヴィッド (Craig David) のコラボレーションによる楽曲「リ・リワインド」(Re-Rewind) は1999年後期に全英シングルチャート第2位に到達した。

### 2000年 - 現在：衰退とその後
2000年以降、1ジャンルとしての2ステップの人気は下り坂になったが、ホースパワー・プロダクションズ (Horsepower Productions)、ゼッド・バイアス (Zed Bias)、ウーキー (Wookie) 、スティーブ・ガーリー (Steve Gurley) らが実験的な2ステップをリリースしR&Bからの影響の多くを取り払う動きがあった。このスタイルは「ダーク・2ステップ」(dark 2-step)、「ニュー・ダーク・スウィング」(new dark swing)、そしてより一般的には「ダーク・ガラージ」(dark garage) など多くの名称をもつようになった。このスタイルは、グライム (grime) などUKガラージの影響を受けた音楽のより新しいスタイルに大きな影響を与え、ベースを強調するスタンスと後期2ステップのインストゥルメンタル作品となる性質を取り込んだダブステップ (dubstep) の直接的前身ともなった。2006年、テンパ・レコーディングス (Tempa Recordings) のコンピレーション『ルーツ・オブ・ダブステップ』(Roots of Dubstep) のリリースや、ダブステップサウンドのルーツへの回帰を切望するアーティストたちにより、この実験的なスタイルへの関心は再び高まった。

## 著名なアーティスト
- アートフル・ドジャー (Artful Dodger)[14]［現オリジナル・ドジャー (Original Dodger)[15]］
- ウーキー (Wookie)[14]
- MJコール (MJ Cole)[14]
- クレイグ・デイヴィッド (Craig David)[14]
- ソー・ソリッド・クルー（英語版） (So Solid Crew)[14]

## J-POPにおける2ステップ
日本のアーティストが歌う2ステップ、およびその応用楽曲の一例
- テイ・トウワ「火星」[16]（2000年6月21日[17]）
- bird「マーメイド3000」[16]［2000年11月22日（アルバム『MINDTRAVEL』）］
- m-flo「come again」[16][18]（2001年1月17日）
- 平井堅「KISS OF LIFE」[16]（2001年5月16日）
- CHEMISTRY「FLOATIN'」[16]（2002年7月17日）
- 水曜日のカンパネラ「ディアブロ」［2015年4月1日（ハイレゾ先行配信）］[19]